# Anketiranje (u informatici)
Anketiranje, ili ispitna operacija, u informatici odnosi se na aktivno uzorkovanje statusa eksternog uređaja preko klijentskog programa. Anketiranje se najčešće koristi u terminima ulaz/izlaz.

## Opis
"Anketiranje" je proces u kome kompjuter ili kontrolni uređaj čeka na eksterni uređaj da proveri svoju spremnost ili status, često sa hardverom niskog nivoa. Na primer, kada je štampač priključen preko paralelnog porta, kompjuter čeka dok štampač ne dobije sledeći karakter. Ovi procesi mogu trajati oko minut po bajtu.
Anketiranje se ponekad koristi kao sinonim za zauzet-čekaj anketiranje. U ovoj situaciji, kad je potrebna ulazno-izlazna operacija, kompjuter proverava status uređaja sve dok nije spreman i kada jeste pristupa mu se. Anketiranje se takođe odnosi na situaciju u kojoj kompjuter neprestano proverava da li je uređaj spreman i ako nije, on nastavlja da obavlja druge zadatke.
Anketiranje je često u vezi sa hardverom niskog nivoa. Na primer, "anketiranje" paralelnog porta štampača da bi se izvršila provera da li je spreman za sledeći karakter, uključuje samo uzorkovanje jednog bita bajta. Taj bit pokazuje, u trenutku čitanja, da li je provodnik u kablu na niskom ili visokom naponu. Ulazno-izlazna instrukcija koja čita taj bajt direktno šalje napon osam kablova na osam kola da napravi jedan bajt procesorskog registra. 
Mana anketiranja je ta što ukoliko postoji mnogo uređaja za anketiranje, vreme potrebno da bi se oni anketirali može da prevaziđe vreme koje postoji za servisiranje ulazno-izlaznih uređaj.

## Algoritam
Anketiranje se može opisati na sledeći način:
1. Host konstantno čita busy-bit kontrolora sve dok on ne postane slobodan.
2. Kad je slobodan, host upisuje u komandni registar i upisuje bajt u data-out registar.
3. Host postavlja command-ready bit (postavlja ga na vrednost 1).
4. Kada kontrolor detektuje da je command-ready bit postavljen na 1, on postavlja busy-bit.
5. Kontrolor čita šta se nalazi u komandnom registru i pošto je bit za pisanje postavljen, vrši potrebnu ulazno-izlaznu operaciju na uređaju. Ako je pročitani bit postavljen na 1 umesto na bit za pisanje, podaci iz uredjaja se učitavaju u data-in registar, koji dalje čita host.
6. Kontrolor briše command-ready bit kada su sve operacije izvršene, briše bit za grešku da naglasi da je operacija uspešno završena i resetuje busy bit (postavlja ga 0 vrednost).

## Vrste
Izborni ciklus je vreme za koje se svaki element isprati jednom. Optimalni izborni ciklus zavisi od nekoliko faktora, uključujući željenu brzinu odgovora I opšte troškove anketiranja (npr. procesorsko vreme i opseg protoka).
Kod anketiranja prozivkom, uređaj ili process za anketiranje ispituje svaki element iz liste u fiksiranom nizu. Zbog čekanja na odgovor svakog elementa, neophodan je mehanizam za vreme da bi se sprečila zakrčenja izazvana elementima koji ne odgovaraju. Anketiranje prozivkom može biti neefikasno ako su troškovi anketnih poruka visoki, ako postoje brojni elementi koji se anketiraju u svakom krugu i ako je samo malo elemenata aktivno.
Kod centralnog anketiranja, koje se još naziva I token anketiranje, svaki element anketira sledeći element u nekom fiksiranom nizu. Ovaj postupak se nastavlja dok se ne dohvati prvi element, kada izborni ciklus kreće ispočetka.
Anketiranje može biti korišćeno u različitim računarskim kontekstima u cilju kontrole izvršavanja ili prenosa niza uključenih elemenata. Na primer, kod multitasking operativnih sistema, anketiranje može biti korišćeno da se alociraju procesorsko vreme I drugi resursi za različite aktivne procese.
U mrežama, anketiranje se koristi da se zaključi koji čvorovi žele da pristupe mreži. Korišćen je i od strane protokola za usmeravanje da povrate usmerene informacije, kao u slučaju EGP (eng. exterior gateway protocol).
Alternativa anketiranju je upotreba prekida, signala generisanih od strane uređaja i procesa, da ukažu na to da iziskuju pažnju, hoće da komuniciraju i td. Iako anketiranje može biti veoma jednostavno, u mnogim situacijama (npr. Multitasking operativni sistemi) efikasnije je korišćenje prekida zato što se tako može smanjiti upotreba procesora i/ili potrošnja opsega protoka.

## Poruka za anketiranje
Poruka za anketiranje je kontrolno-potvrdna poruka. 
U višeprekidnom linijskom uređenju (centralni računar i različiti terminali gde terminali dele jednu komunikacionu liniju od i do računara), sistem koristi gospodar/rob aranžman za anketiranje gde centralni računar šalje poruku (naziva se poruka za anketiranje) određenom terminalu na izlaznoj liniji. Svi terminali slušaju izlaznu liniju, ali samo izabrani terminal odgovara slanjem one informacije koja je spremna za prenos na dolaznu liniju.
U zvezdastim mrežama, koje se u najjednostavnijoj formi sastoje od jednog centralnog prekidača, čvorišta ili računara koji deluje kao kanal za prenos poruka, anketiranje nije neophodan da se izbegne haos na linijama, ali se često koristi da omogući glavnim da dobiju ulaz na miran načn. Ove izborne poruke se razlikuju od onih u slučaju višeprekidnih linija zato što nisu potrebne adrese lokacija i svaki terminal prima samo one poruke koje su mu upućene.

## Spoljašnje veze
- Polling
- Definicija Архивирано на веб-сајту  (31. мај 2016)